# Сепока (комуна)
Сепока (рум. Săpoca) — комуна у повіті Бузеу в Румунії. До складу комуни входять такі села (дані про населення за 2002 рік):
- Метешть (1529 осіб)
- Сепока (1681 особа) — адміністративний центр комуни

Комуна розташована на відстані 102 км на північний схід від Бухареста, 11 км на північний захід від Бузеу, 102 км на захід від Галаца, 100 км на південний схід від Брашова.

## Населення
За даними перепису населення 2002 року у комуні проживали 3210 осіб.
Національний склад населення комуни:
| Національність | Кількість осіб | Відсоток |
| -------------- | -------------- | -------- |
| румуни         | 3205           | 99,8%    |
| цигани         | 3              | 0,1%     |
| угорці         | 2              | 0,1%     |

Рідною мовою назвали:
| Мова      | Кількість осіб | Відсоток |
| --------- | -------------- | -------- |
| румунська | 3205           | 99,8%    |
| циганська | 3              | 0,1%     |
| угорська  | 2              | 0,1%     |

Склад населення комуни за віросповіданням:
| Релігія       | Кількість осіб | Відсоток |
| ------------- | -------------- | -------- |
| православні   | 3202           | 99,8%    |
| реформати     | 3              | 0,1%     |
| лютерани      | 2              | 0,1%     |
| римо-католики | 1              | < 0,1%   |
| адвентисти    | 1              | < 0,1%   |
| бретрени      | 1              | < 0,1%   |